# Perfect 10 Liners
Perfect 10 Liners (สายรหัสเทวดา) é uma série de televisão tailandesa produzida pela GMMTV e exibida pela GMM 25 de 27 de outubro de 2024 a 6 de abril de 2025, dirigida por Siwaj Sawatmaneekul (New) e estrelada por Jiratchapong Srisang (Force),  Kasidet Plookphol (Book), Tanapon Sukumpantanasan (Perth), Pongsapak Udompoch (Santa), Panachai Sriariyarungruang (Mark) e Jiruntanin Trairattanayon (Junior). Baseada no conjunto de romances Engineer Cute Boy de JittiRain.
A série acompanha seis estudantes universitários, divididos em três casais, com cada casal tendo um arco separado na história. O primeiro arco é protagonizado por Arm (Book) e Arc (Force), o segundo arco é liderado por Yotha (Perth) e Gun (Santa), e o terceiro e último arco é protagonizado por Faifa (Mark) e Wine (Junior).

## Elenco e Personagens

### Principal
- Jiratchapong Srisang (Force) como Arc
- Kasidet Plookphol (Book) como Arm
- Tanapon Sukumpantanasan (Perth) como Yotha
- Pongsapak Udompoch (Santa) como Gun
- Panachai Sriariyarungruang (Junior) como Faifa
- Jiruntanin Trairattanayon (Mark) como Wine

### Recorrente
- Natarit Worakornlertsith (Marc) como Pond
- Poon Mitpakdee como Sand
- Jeeratch Wongpian (Fluke) como Jet
- Thasorn Klinnium (Emi) como Yeepun
- Gawin Caskey (Fluke) como Warm
- Sattabut Laedeke (Drake) como Copp
- Chayakorn Jutamas (JJ) como Pipo
- Preeyaphat Lawsuwansiri (Earn) como A-ngun
- Napat Patcharachavalit (Aun) como Kong
- Ochiris Suwanacheep (Aungpao) como Franc
- Allan Asawasuebsakul (Ford) como Book
- Thanawin Teeraphosukarn (Louis) como Phuri
- Naruth Prateeppravameta (Franc) como Jay
- Teeradech Vitheepanich (Tee) como Ben
- Kirati Puangmalee (Title) como Sam
- Thanaboon Kiatniran (Aou) como Klao
- Tharatorn Jantharaworakarn (Boom) como Warit
- Patsit Permpoonsavat (Soodyacht) como Nop
- Phanuroj Chalermkijporntavee (Pepper) como Newton